# Anders von Düben
Anders von Düben (Stockholm, 28 augustus 1673 - aldaar, 23 augustus 1738) was een Zweeds componist en kapelmeester.

## Biografie
Von Düben was de jongste zoon van Gustaf Düben en Emerentia Standaert. Op 13-jarige leeftijd, in 1686, werd hij jongenssopraan in de hofkapel. Tussen 1692 en 1694 maakte hij een studiereis naar onder andere Parijs. Daarnaast is het waarschijnlijk dat hij afreisde naar Lübeck en aldaar werd onderwezen door Dietrich Buxtehude.
In 1689 werd von Düben hofkapelmeester nadat zijn oudere broer Gustaf (niet te verwarren met de vader van Anders) die post had verlaten. In 1707 werd hij geridderd en in 1711 werd hij benoemd tot kamerheer en in 1721 werd hij hofmaarschalk. In 1726 stopte hij als kapelmeester. 
Anders trouwde drie keer; de eerste keer in 1700 trouwde hij met Ulrica Friedenreich, de dochter van Julius Fredrik Friedenreich en Justina Sofia Jung, de tweede keer, in 1715, trouwde hij met Hedvig Ulrica Fleming af Liebelitz, dochter van Johan Casimir Fleming af Liebelitz en Charlotta Bielkenstierna en de derde keer in 1718 met Christina Sparfvenfeldt, dochter van Johan Gabriel Sparwenfeldt en Antoinetta Sofia Hildebrand.

In 1732 doneerde Anders de grote Dübenverzameling aan de Universiteit van Uppsala. Deze verzameling is een van de grootste en best bewaard gebleven muziekverzamelingen van de 17e eeuw.